# Dembos
Dembos ist ein Landkreis (Município) in Angola.

## Der Name
Der Name leitet sich vom Bantu-Begriff Dembo ab und bezieht sich auf die teils moorigen Gebiete, die den Kreis charakterisieren. Der Name des Kreises ist ein Plural, daher wird er im allgemeinen Sprachgebrauch meist als Os Dembos bezeichnet (mit portugiesischem Artikel Os).

## Verwaltung
Dembos ist einer der sechs Kreise der Provinz Bengo. Hauptort der Provinz ist Qibaxe.
Der Kreis hat 1170 km² und 18.153 Einwohner (Stand 2012). Im Norden wird er durch die Kreise Nambuangongo und Quitexe begrenzt, im Osten durch Bula Atumba, im Süden durch Pango Aluquém und im Westen durch Dande.
Der Kreis besteht aus vier Gemeinden (Comunas):
- Coxe
- Quibaxe
- Paredes
- Piri

## Wirtschaft
Der Kreis ist landwirtschaftlich geprägt. Die Bevölkerung betreibt in erster Linie Subsistenzwirtschaft, Hauptanbauprodukte zum Verkauf sind zudem Bananen, Süßkartoffeln und Erdnüsse. Gelegentlich gefährden Elefanten die Erträge.